# Aspergillus beijingensis
Aspergillus beijingensis är en svampart som beskrevs av D.M. Li, Y. Horie, Yu X. Wang & R.Y. Li 1998. Aspergillus beijingensis ingår i släktet Aspergillus och familjen Trichocomaceae.   Inga underarter finns listade i Catalogue of Life.